# 富山県道42号小矢部福光線
富山県道42号小矢部福光線（とやまけんどう42ごう おやべふくみつせん）は、富山県小矢部市と南砺市を結ぶ県道（主要地方道）である。

## 概要

### 路線データ
- 起点：富山県小矢部市芹川字日光島5097番2[1]（芹川（東）交差点・国道8号交点）
- 終点：富山県南砺市西勝時[2]字北谷2582[1]（国道304号交点）

## 歴史
- 1979年（昭和54年）9月26日：埴生バイパス（970m）が開通[3]。
- 1993年（平成5年）4月1日：路線認定。
- 1993年（平成5年）5月11日 - 建設省から、県道小矢部福光線が小矢部福光線として主要地方道に指定される[4]。

かつては『福光安楽寺押水線』という名称で、現・国道471号の小矢部 - 石川県押水町（現・宝達志水町）間を含めたルートであった。

## 路線状況

### 重複区間
- 富山県道72号坪野小矢部線（小矢部市東福町地内・東福町交差点 - 石動大橋東詰交差点）
- 国道471号（小矢部市本町・本町交差点 - 小矢部市後谷・後谷交差点）

## 地理

### 通過する自治体
- 小矢部市
- 南砺市

### 交差する道路
- 国道8号（小矢部市芹川・芹川（東）交差点、起点）
- 富山県道9号富山戸出小矢部線（小矢部市芹川・芹川交差点）
- 富山県道324号谷坪野芹川線（小矢部市芹川・芹川（西）交差点）
- 富山県道72号坪野小矢部線（小矢部市東福町・東福町交差点）
- 富山県道72号坪野小矢部線（小矢部市東福町・石動大橋東詰交差点）
- 国道471号・富山県道270号今石動上野本線（小矢部市本町・本町交差点）
- 富山県道271号石動停車場線（小矢部市石動町・石動駅前交差点）
- 富山県道273号浅地小矢部線（小矢部市石動町・石動町西交差点）
- 富山県道32号小矢部伏木港線（小矢部市石動町）
- 国道471号（小矢部市後谷・後谷交差点）
- 富山県道274号砂子谷埴生線（小矢部市埴生・埴生交差点）
- 国道359号（小矢部市平桜・平桜交差点）
- 北陸自動車道 小矢部IC（小矢部市平桜）
- 富山県道143号小森谷庄川線（小矢部市小森谷）
- 国道304号（南砺市西勝時[2]：終点）

### 沿線にある施設など
- 小矢部川
- 小矢部警察署
- 小矢部市役所
- あいの風とやま鉄道線 石動駅
- 北陸工業専門学校